# Pholidostachys
Pholidostachys es un género con tres especies de plantas de flores perteneciente a la familia  de las palmeras Arecaceae.  Es originario de Colombia y América Central.

## Descripción
Pholidostachys difiere de otros género de la tribu Geonomeae, principalmente en el androceo de seis estambres con filamentos unidos en un tubo basal y distal libre y en forma de punzón. Y en sus tallos cortos y moderados, con pecíolos largos, y las hojas, a menudo, irregularmente divididas que le dan un aspecto distintivo al bosque.

## Taxonomía
El género fue descrito por H.Wendl ex Benth & Hook.f. y publicado en Genera Plantarum 3: 915. 1883. La especie tipo es: Pholidostachys pulchra
Etimología
Pholidostachys: nombre genérico que deriva de las palabras griegas: pholidos = "escama" y stachys = "espiga",  en referencia a las brácteas en las raquilas.

## Especies
- Pholidostachys dactyloides
- Pholidostachys pulchra
- Pholidostachys synanthera[4]